# Teratosoma amphiphilus
Teratosoma amphiphilus är en skalbaggsart som först beskrevs av Bruch 1926.  Teratosoma amphiphilus ingår i släktet Teratosoma och familjen stumpbaggar. Inga underarter finns listade i Catalogue of Life.